# Kamil Grabara
Kamil Mieczysław Grabara, född 8 januari 1999 i Ruda Śląska, är en polsk fotbollsmålvakt som spelar för VfL Wolfsburg och Polens herrlandslag i fotboll.

## Karriär
I september 2023 meddelade VfL Wolfsburg att de värvat Grabara på ett långtidskontrakt med start sommaren 2024.